# Устенко Петро Іванович
Устенко Петро Іванович (нар. 4 серпня 1960, с. Максаки, Чернігівська область) — український політик, народний депутат України III скликання.
Народився 4 серпня 1960 року в селі Максаки Менського району Чернігівської області.

## Освіта
Освіта вища, у 1984 році закінчив Київський автомобільно-дорожній інститут (КАДІ). За фахом інженер-механік з будівельних та дорожніх машин. 

## Кар'єра
Трудову діяльність розпочав в 1979 році. Працював слюсарем на комбінаті «Проміндустрія» в місті Чернігові, старшим науковим співробітником на кафедрі теорії машин та обладнання в КАДІ, старшим інженером Науково-дослідного інституту електромеханічних приладів в місті Києві.
В жовтні 1984 року був обраний секретарем комітету комсомолу КАДІ Печерського РК ЛКСМ України міста Києва. 
З 1986 року по 1988 рік проходив службу в Збройних силах СРСР. В лавах Збройних сил брав участь в ліквідації аварії на ЧАЕС. 
Після демобілізації працював оперуповноваженим МВС України, потім на керівних посадах в Зовнішньоекономічному об'єднанні «Інфоспорт-Холдінг-Інвест», генеральним директором Акціонерного Товариства СП «АМП». 
З вересня 1997 року по лютий 2000 року був членом Ради підприємців при Кабінеті Міністрів України.
У 1998 році був обраний Народним депутатом до Верховної Ради України по 207 виборчому округу. Був членом фракції ПРП «Реформи-центр», членом груп «Трудова Україна» та «Відродження регіонів», членом фракції Партії «Демократичний союз». Член Комітету з питань паливно-енергетичного комплексу, ядерної політики та ядерної безпеки.
З березня 2002 року по жовтень 2006 року працював головою Спостережної Ради Акціонерного Товариства СП «АМП». 
З 2006 по 2007 рік був помічником Голови Верховної Ради. 
У 2007–2008 рр. працював начальником управління аналітичного забезпечення роботи Міністра та колегії (Патронатна служба) Міністерства транспорту та зв'язку України. 
З листопада 2008 року по теперішній час працює головою Спостережної Ради Акціонерного Товариства СП «АМП». 
Член СПУ з лютого 2005 р. У 2005–2006 рр. очолював Кримську республіканську організацію СПУ. Має досвід проведення двох мажоритарних і партійної кампанії в організації виборів в АРК. 
З серпня 2011 року член Політради СПУ.
У листопаді 2011 року обраний Першим заступником Голови СПУ з організаційно-кадрової роботи, організації виборчого процесу та його ресурсного забезпечення. 
29 квітня 2012 обраний головою СПУ.

## Сім'я
Батько Іван Харитонович — механізатор колгоспу «Перше Травня», пенсіонер. Мати Лідія Петрівна — доярка, пенсіонерка. Одружений, має двох синів. 

## Нагороди
Заслужений працівник промисловості України (1998). Медаль «За трудову доблесть» (1987). Орден Святого рівноапостольного князя Володимира III ступеня, Преподобного Нестора Літописця III ступеня (2003).